# Grand Prix automobile d'Australie 2020
Le Grand Prix automobile d'Australie 2020 (2020 Formula 1 Rolex Australia Grand Prix), initialement prévu le 15 mars 2020 sur le circuit de l'Albert Park, devait être la 1019e épreuve du championnat du monde de Formule 1 courue depuis 1950 et la trente-cinquième édition du Grand Prix d'Australie comptant pour le championnat du monde de Formule 1, ainsi que la première manche du championnat 2020.  
En raison de la pandémie de Covid-19, le Grand Prix a officiellement été annulé le 13 mars à quelques heures des premiers essais libres.

## Annulation du Grand Prix
Le 12 mars, l'écurie McLaren Racing se retire de la course, un de ses employés sur place étant atteint de la maladie à coronavirus 2019. 
La tenue du Grand Prix d'Australie est alors sujette à caution puisque Ross Brawn, le directeur sportif et technique de la Formule 1, avait préalablement déclaré qu'une course ne pouvait avoir lieu sans les dix équipes engagées. 
À la suite de l'annonce de McLaren, Ross Brawn modifie ses propos en précisant que si une équipe arrivait à Melbourne puis annulait ensuite sa participation au Grand Prix, la situation serait analysée de manière différente et le Grand Prix ne serait pas obligatoirement annulé. 
Deux heures seulement avant le début de la première séance d'essais libres, après une réunion des chefs d'équipe, la direction de la Formule 1, l'Australian Grand Prix Corporation (organisateur de la course) et la FIA annoncent officiellement l'annulation du Grand Prix : « Nous comprenons que cette nouvelle est très décevante pour les milliers de fans qui devaient assister à la course, et tous les détenteurs de billets seront intégralement remboursés. Toutes les parties ont pris en considération les efforts considérables déployés par l'AGPC, le personnel et les bénévoles pour organiser la manche d'ouverture du championnat du monde de Formule 1 FIA 2020 à Melbourne mais ont conclu que la sécurité de tous les membres de la famille de la Formule 1 et de la communauté dans son ensemble ainsi que l'équité de la compétition, sont la priorité. »